# Шапю, Эжен
Эжен Шапю (18 ноября 1800, Париж — 18 января 1877, там же) — французский писатель

,  издатель, автор как художественных произведений, так и сочинений по верховой езде и путеводителей.

## Биография
Дебютировал в печати элегией под названием «Le Proscritt sur le bord du rivage» (1824), которая была представлена в театре Одеон заезжей английской труппой, что затем было описано в «Essai critique sur le théâtre français, d’après des notes anglaises» (1827). После написал несколько романов, которые были оценены критикой как «странные» и «провокационные»: «Le Caprise» (1831, 2 тома); «Titime, histoire de l’autre monde» (1833); «La Carte jaune, roman de Paris» (1836, 2 тома); «Aux Bains de Dieppe» (1838, 2 тома); «Deux heures de canapé» (1842); «Le Roman des Duchesses» (1844, 2 тома). Эти романы не имели успеха и иногда назывались «бесцветными».
Не сумев стать известным писателем, Шапю основал в 1854 году ставшее успешным еженедельное издание «Paris et Chantilly», посвященное разным видам конного спорта, конной псовой охоте и скаковому делу, а также литературе, театрам, салонной жизни и так далее, а затем с 1854 года издавал журнал «Le sport». Тематике лошадей и охоты он также посвятил ряд работ исторического характера: «Les chasses de Charles X, souvenirs de l’ancienne cour» (1837); «Les chasses princières en France de 1589 à 1841» (1853); «Le turf ou les courses en France et en Angleterre» (1853); «Le sport à Paris» (1854). Его перу принадлежат также многочисленные путеводители по разным французским морским купаниям, изданные в 1860-х годах (по Парижу, Дьепу, Гавру), а также «Théorie de l’élégance» (1844) и «Manuel de l’homme et de la femme comme il faut».